# 富蘭克林鎮區 (明尼蘇達州賴特縣)
富蘭克林鎮區（英語：Franklin Township）是位於美國明尼蘇達州賴特縣的一個行政鎮區。

## 歷史
富蘭克林鎮區曾被命名為紐波特鎮區（Newport Township），於1858年設立，得名自美國開國元勛本傑明·富蘭克林（Benjamin Franklin）。

## 地方資料
富蘭克林鎮區的面積為109.97平方千米，當中陸地面積為107.03平方千米，而水域面積為2.94平方千米。根據2020年美國人口普查的數據，當地共有人口2885人，而人口密度為每平方千米26.23人。